# Nicolás Jodal
Juan Nicolás Jodal (Montevideo, 9 de agosto de 1960) es un ingeniero, y empresario uruguayo. Junto a Breogán Gonda, es cofundador de GeneXus (originalmente ARTech Consultores SRL) y desde octubre de 2012 CEO de dicha empresa de software, cuyo principal producto es la herramienta multiplataforma GeneXus.

## Trayectoria
Es ingeniero en computación, graduado en la Facultad de Ingeniería de la Universidad de la República del Uruguay, y también se ha desempeñado como docente universitario en la Universidad Católica del Uruguay. Forma parte de la empresa uruguaya GeneXus desde su fundación en 1986.
Ha brindado diferentes conferencias y entrevistas en distintos ámbitos, tanto en Uruguay como en otros diferentes países, y en 2010 participó de las charlas TEDx Montevideo. Además, en 2011 fue tapa de la revista Seis Grados del diario El Observador.
Fue Premio Nacional de Ingeniería en 1995, junto al ingeniero Breogán Gonda, por el Proyecto GeneXus, de la empresa Artech.